# Багиров, Магаррам Намаз оглы
Магаррам Намаз оглы Багиров (1927, Марнеульский район, ССР Грузия) — звеньевой колхоза имени Ворошилова Марнеульского района, Грузинская ССР. Герой Социалистического Труда (1950). Депутат Верховного Совета СССР 6-го созыва.

## Биография
Родился в 1927 году в крестьянской семье в одном из сельских населённых пунктов современного Марнеульского муниципалитета. Окончил местную сельскую школу. С 1947 года трудился рядовым колхозником в колхозе имени Ворошилова Марнеульского района. Позднее был назначен звеньевым комсомольско-молодёжного табаководческого звена.
В 1949 году звено под его руководством собрало в среднем с каждого гектара по 28,2 центнера листьев табака сорта «Трапезонд» на участке площадью 4,7 гектара. Указом Президиума Верховного Совета СССР от 3 июля 1950 года удостоен звания Героя Социалистического Труда за «получение высоких урожаев винограда в 1949 году» с вручением ордена Ленина и золотой медали «Серп и Молот» (№ 5324).
Этим же указом званием Героя Социалистического Труда был награждён труженик колхоза имени Ворошилова табаковод Мустафа Аллахверан оглы Магаррамов.
С 1951 года — член ВКП(б).
В последующие годы трудился учётчиком на ферме. После объединения соседних колхозов в Качаганский молочно-овощной совхоз — бригадир полеводческой бригады.
Избирался депутатом Верховного Совета СССР 6-го созыва (1962—1966).
После выхода на пенсию проживал в Марнеульском районе.